# Елизаветинское водохранилище
Елизаветинское водохранилище — водохранилище в Луганской области между сёлами Малониколаевка и Малая Юрьевка.

## Физико-географическая характеристика
Водохранилище расположено на реке Ольховой. Площадь 814 км². Главная санитарная зона Антрацитовского района.

## История
Создано в 1933 году. Первый раз реконструировано в 1966 году. После реконструкции 2015 года используется для водоснабжения городов Красный Луч, Антрацит, Алчевск.